# Liste der Monuments historiques in Cazeaux-de-Larboust
Die Liste der Monuments historiques in Cazeaux-de-Larboust führt die Monuments historiques in der französischen Gemeinde Cazeaux-de-Larboust auf.

## Liste der Bauwerke
| Bezeichnung     | Beschreibung              | Standort | Kennzeichnung | Schutzstatus | Datum | Bild           |
| --------------- | ------------------------- | -------- | ------------- | ------------ | ----- | -------------- |
| Kirche Ste-Anne | Erbaut im 12. Jahrhundert | (Lage)   | PA00094311    | Classé       | 1921  | weitere Bilder |

## Liste der Objekte

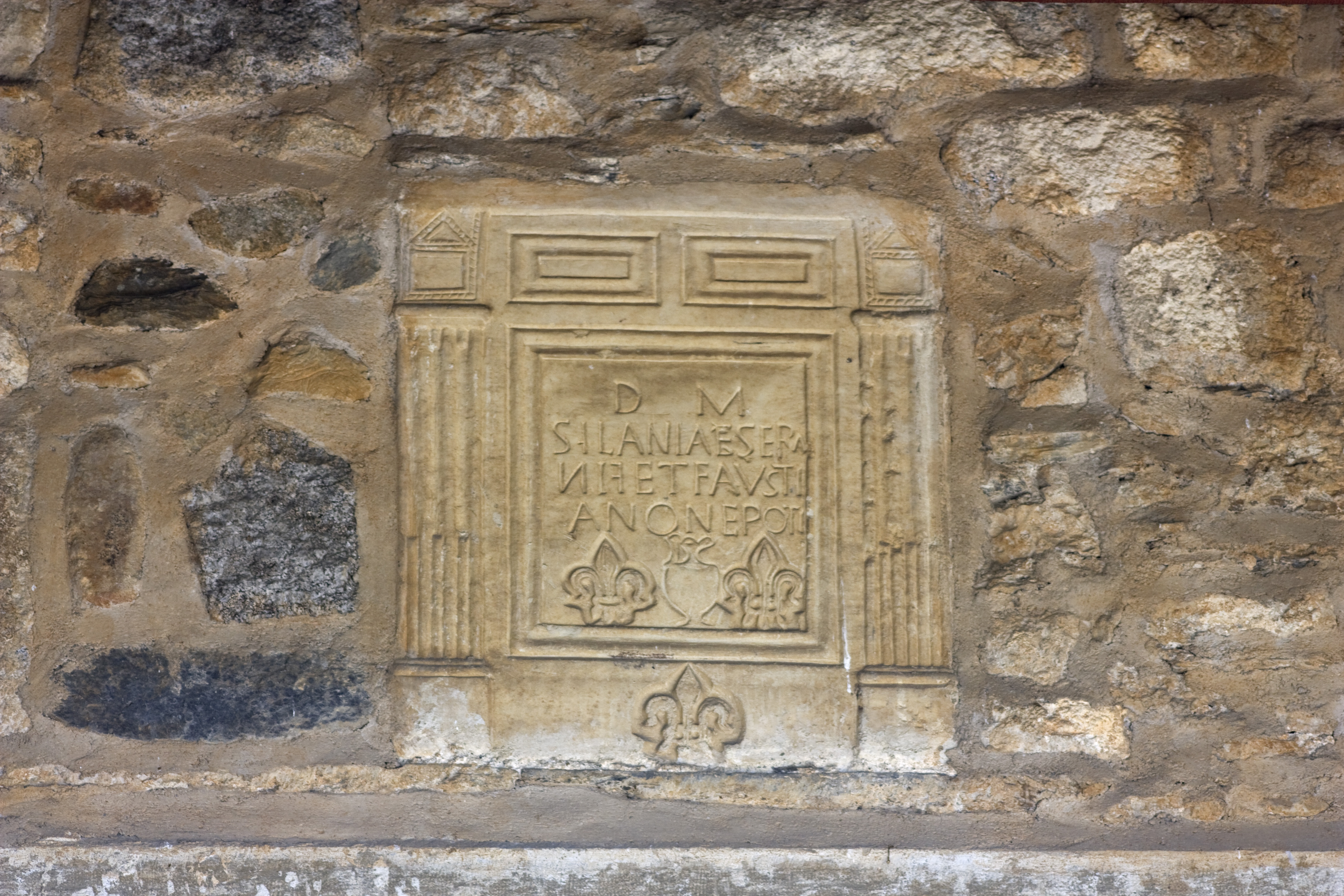
Gallo-römische Spolie in der Fassade der Kirche Ste-Anne

- Monuments historiques (Objekte) in Cazeaux-de-Larboust in der Base Palissy des französischen Kultusministeriums